# Psary Małe
Psary Małe (prononciation : [ˈpsarɨ ˈmawɛ], en allemand : Waldhorst) est un village polonais de la gmina de Września dans le powiat de Września de la voïvodie de Grande-Pologne dans le centre-ouest de la Pologne.
Il se situe à environ 5 kilomètres à l'ouest de Września (siège de la gmina et du powiat) et à 42 kilomètres à l'est de Poznań (capitale régionale).

## Histoire
De 1975 à 1998, le village faisait partie du territoire de la voïvodie de Poznań.

Depuis 1999, Psary Małe est situé dans la voïvodie de Grande-Pologne.